# Stephen Greenblatt
Stephen Jay Greenblatt (Boston, 7 de novembro de 1943) é um  teórico e crítico literário, estudioso das obras de William Shakespeare.
Greenblatt nasceu em Boston e cresceu em Cambridge, Massachusetts. Estudou em  Yale (onde se graduou em 1964, obteve o mestrado, em 1968, e o Ph.D. em 1969) e no Pembroke College (Cambridge) (graduação, em 1966, e mestrado, em 1968). Foi professor da Universidade da Califórnia, Berkeley, onde ensinou por 28 anos, tornando-se posteriormente professor de Língua e Literatura Inglesa e Americana na Faculdade de Artes e Ciências de Harvard, em 1997. Foi professor visitante de várias universidades, incluindo Oxford, Londres, Kyoto, Bolonha, Florença, Berlim e  Pequim.
É considerado por muitos como um dos fundadores do New Historicism (Novo Historicismo) — a que também se refere como "poética cultural" —, uma das mais influentes escolas de  crítica e teoria literária, a partir do início dos anos 1980, quando Greenblatt introduziu a expressão na introdução de The Forms of Power and the Power of Forms (1982), uma coletânea de ensaios sobre o Renascimento editada por ele e publicada como edição especial do periódico Genre.
Stephen Greenblatt escreveu vários livros e numerosos artigos sobre o Novo Historicismo, o estudo da cultura, a Renascença e a obra de Shakespeare, sendo considerado especialista nestes domínios. Seu trabalho  mais conhecido é Will in the World, uma biografia de Shakespeare que, segundo o New York Times, esteve na lista dos livros mais vendidos durante nove semanas. Editou mais de dez obras, incluindo a sétima edição de The Norton Anthology of English Literature. É fellow da American Academy of Arts and Sciences e recebeu vários prêmios e honrarias.
Greenblatt é também um dos fundadores do jornal Representations, que frequentemente publica artigos dos novos historicistas.

## Obras selecionadas
- Three Modern Satirists: Waugh, Orwell, and Huxley (1965)
- Sir Walter Ralegh: The Renaissance Man and His Roles (1973)
- Renaissance Self-Fashioning: From More to Shakespeare (1980)
- Shakespearean Negotiations: The Circulation of Social Energy in Renaissance England (1988)
- Learning to Curse: Essays in Early Modern Culture (1990)
- Marvelous Possessions: The Wonder of the New World (1992). Em português Possessões maravilhosas: o deslumbramento do novo mundo. Trad. Gilson Cesar de Souza.  São Paulo:EDUSP, 1996.
- Redrawing the Boundaries: The Transformation of English and American Literary Studies (1992)
- The Norton Shakespeare (1997)
- Practicing New Historicism, com Catherine Gallagher (2000). Em português, A Prática do Novo Historicismo. Bauru: Edusc, 2005.
- Hamlet in Purgatory (2001)
- Will in the World: How Shakespeare Became Shakespeare (2004)
- The Greenblatt Reader (2005)
- Cardenio, com o dramaturgo Charles Mee (2008)[5]
- Shakespeare's Freedom (2010)
- The Swerve: How the World Became Modern (2011)
- Representing the English Renaissance (como organizador, autor da "Introdução", p. vii, e do ensaio "Murdering Peasants: Status, Genre, and the Representation of Rebellion", p. 1).